# 鈴鐺合唱團
鈴鐺合唱團 (英語：The Bells)，又名五鈴樂團 (英語：The Five Bells)，是一支來自魁北克省蒙特利爾的加拿大流行音樂軟搖滾樂隊，活躍於1964年至1974年。他們發行了五張專輯和幾首單曲，其中兩首在70年代初期大獲成功，分別是《Fly Little White Dove Fly》和《Stay Awhile》。

## 歷史
該樂團於1964年在蒙特婁成立，原名五鈴樂團 (英語：The Five Bells)。成員包括出生於南非的姐妹Anne和Jackie Ralph，還有Cliff Edwards、Doug Gravelle和Gordon McLeod。 克利夫·愛德華茲和安妮·拉爾夫於1967年結婚。五鈴樂團的第一首熱門歌曲是《Moody Manitoba Morning》（由Rick Neufeld創作），這首歌於1969年春季在RPM (雜誌)排行榜上名列第78位。
1970年，在克利夫·愛德華茲伉儷的第一個孩子出生後，安妮引退，全家在安大略省沃克沃斯的一個業餘農場定居。 樂團將他們的名字縮短為“The Bells”，並錄製了熱門單曲《Fly Little White Dove Fly》，進入加拿大排行榜Top 40。鋼琴演奏家Frank Mills在1970年至1971年短暫加入The Bells樂隊，之後離開樂隊去追求獨奏生涯，其中最精彩的部分是1979年美國排名第三的熱門單曲《音樂盒舞者》。米爾斯1970年被鋼琴演奏家丹尼斯·威爾取代，查理·克拉克和邁克·韋耶也加入了樂隊，擔任吉他手、貝斯手和歌手。
1971年，繼《白鴿》之後，又推出了由傑基·拉爾夫和克里夫·愛德華茲二重唱的《Stay Awhile》。這首歌由聖約翰本地人Ken Tobias創作，在世界範圍內引起了巨大轟動，銷量達到四百萬張，並於1971年4月10日登上加拿大《RPM 100》全國熱門單曲榜的榜首，並保持了兩週之久。這首歌也成為他們在美国国旗唯一一首進入前40名的熱門歌曲，在告示牌百大單曲榜上排名第7。這首單曲在美國各大廣播電台播放前銷量已超過一百萬張，並於1971年5月27日獲得美國唱片協會頒發的金唱片認證。這次成功使她受邀在1971年6月的《今夜秀》和《The Merv Griffin Show》上表演。他們還與Guy Lombardo一起在華爾道夫酒店舉辦了一場跨年演出。
《Stay Awhile》在澳大利亞排名第九。同年，單曲《Lady Dawn》出現在排行榜上，並於7月在加拿大排行榜上名列第11位。
1972年末，樂團在其祖國加拿大又推出了一首熱門歌曲，翻唱了披頭四的《Maxwell's Silver Hammer》。 它在“RPM”100排行榜上排名第83位，在成人當代排行榜上排名第2位。
1973年，克利夫·愛德華茲離開樂團開始單飛生涯，樂團隨即解散。The Bells 的最後一張專輯《Pisces Rising》（Polydor，1973年）中有三首單曲進入加拿大十大單曲榜：《The Singer》、《Hey My Love》和《He Was Me, He Was You》。傑基·拉爾夫 招募了新成員，其中包括由鼓手Skip Layton和貝斯手 Will (Wayne) Cardinal 組成的新節奏組；該樂隊採用了更前衛的鄉村搖滾風格。1976年，Layton和Cardinal也是Faro 和Ocean樂隊的成員；萊頓後來成為了Ambush的鼓手。
2007年，蓋伊·馬丁在他的電影《我的溫尼伯》中使用了The Bells的歌曲《Moody Manitoba Morning》。2014年，克里夫·愛德華茲和安妮·拉爾夫的女兒傑西卡·愛德華茲發布了一部關於The Bells樂隊的職業生涯和樂隊成員私人關係的紀錄片。該片名為《Stay Awhile》，於2014年12月6日在惠斯勒電影節上首映。

## 外部連結
- Kearney, Mark; Ray, Randy. . . Toronto, ON: Dundurn Press（英语：Dundurn Press）. 2006: 193  [August 29, 2010]. ISBN 978-1-55002-654-2.
- The Bells的Discogs页面（英文）